# Paecilaema ornatum
Paecilaema ornatum is een hooiwagen uit de familie Cosmetidae.